# Peinture luminescente
La peinture luminescente est une peinture qui émet de la lumière visible par fluorescence, phosphorescence ou radioluminescence.

## Peinture fluorescente

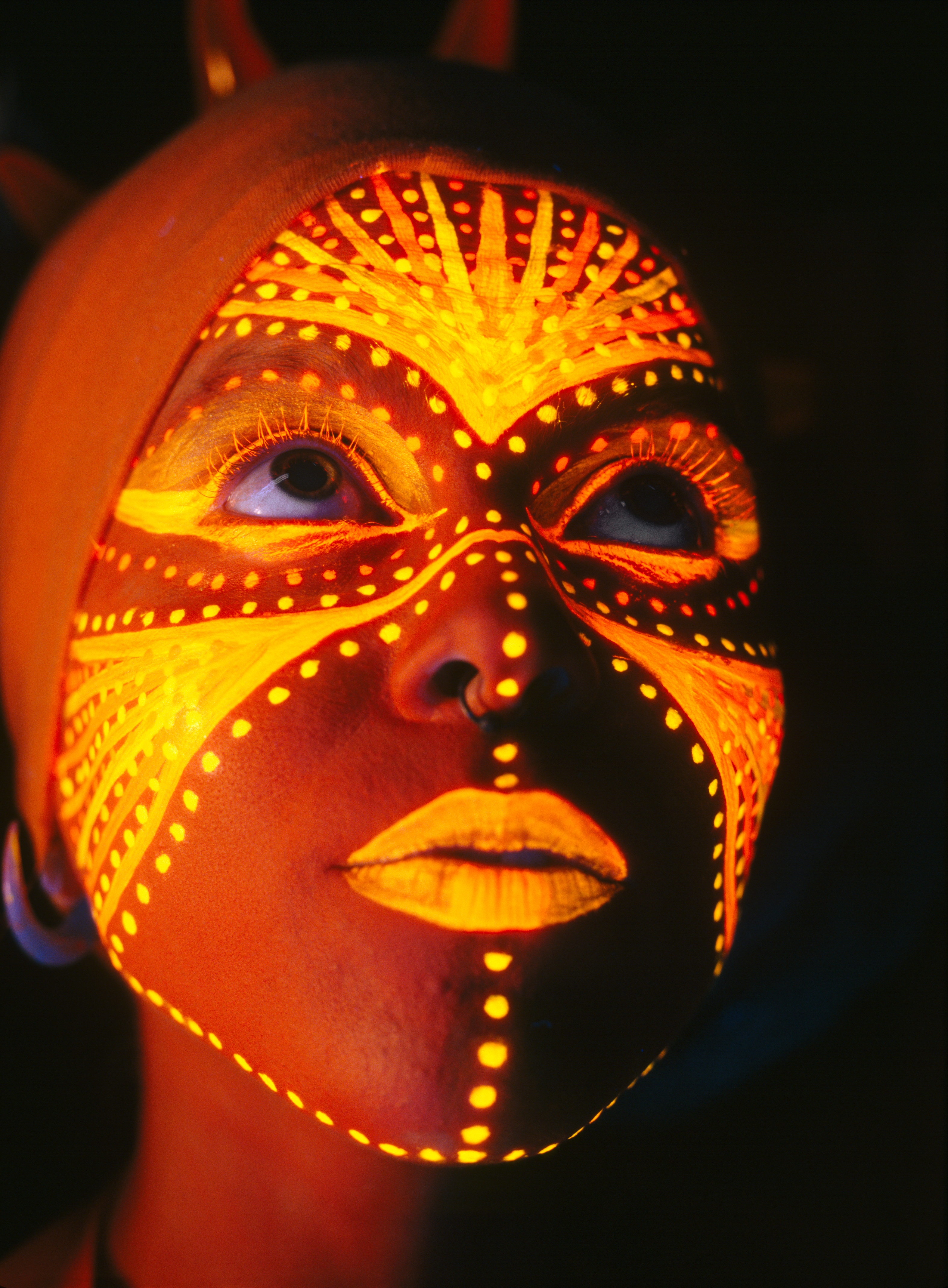
Peinture corporelle fluorescente sous une lumière noire.

Les peintures fluorescentes « brillent » lorsqu’elles sont exposées aux rayons ultraviolets (UV) à ondes courtes. Ces longueurs d’onde UV se trouvent dans la lumière du Soleil et de nombreuses lumières artificielles, mais la peinture nécessite une lumière noire spéciale pour être vue, de sorte que ces applications de peinture lumineuse sont appelées « effets de lumière noire ». La peinture fluorescente est disponible dans une large gamme de couleurs et est utilisée dans l’éclairage et les effets théâtraux, les affiches et comme divertissement pour les enfants.
Les produits chimiques fluorescents de la peinture fluorescente absorbent le rayonnement UV invisible, puis émettent l’énergie sous forme de lumière visible de longueur d'onde plus longue d’une couleur particulière. Les yeux humains perçoivent cette lumière comme la « lueur » inhabituelle de la fluorescence. La surface peinte reflète également toute lumière visible ordinaire qui la frappe, ce qui a tendance à effacer la faible lueur fluorescente. Ainsi, la visualisation de la peinture fluorescente nécessite une lumière UV à ondes longues qui n’émet pas beaucoup de lumière visible. C’est ce qu’on appelle une lumière noire. Il y a un matériau filtrant bleu foncé sur l’ampoule qui laisse passer les UV invisibles mais bloque la lumière visible produite par l’ampoule, ne laissant passer qu’un peu de lumière violette. Les peintures fluorescentes sont mieux vues dans une pièce sombre.
Les peintures fluorescentes sont fabriquées à la fois en types « visibles » et « invisibles ». La peinture fluorescente visible a également des pigments de lumière visible ordinaires, donc sous la lumière blanche, elle apparaît d’une couleur particulière, et la couleur apparaît simplement brillamment améliorée sous les lumières noires. Les peintures fluorescentes invisibles apparaissent transparentes ou pâles sous la lumière du jour, mais brillent sous la lumière UV. Étant donné que les motifs peints avec ce type sont invisibles sous la lumière visible ordinaire, ils peuvent être utilisés pour créer une variété d’effets intelligents.
Les deux types de peinture fluorescente sont avantagés lorsqu’ils sont utilisés dans une ambiance contrastée de fonds et de bordures noirs mats et nets. Un tel effet de « black-out » minimisera les autres consciences, favorisant ainsi la luminescence particulière de la fluorescence UV. Les deux types de peintures ont une application étendue où des effets d’éclairage artistiques sont souhaités, en particulier dans les divertissements et les environnements tels que les théâtres, les bars, les sanctuaires, etc. La puissance effective nécessaire pour éclairer de grands espaces vides augmente rapidement, la lumière à bande étroite telle que les longueurs d’onde UV utilisées étant rapidement diffusée dans les environnements extérieurs.

## Peinture phosphorescente

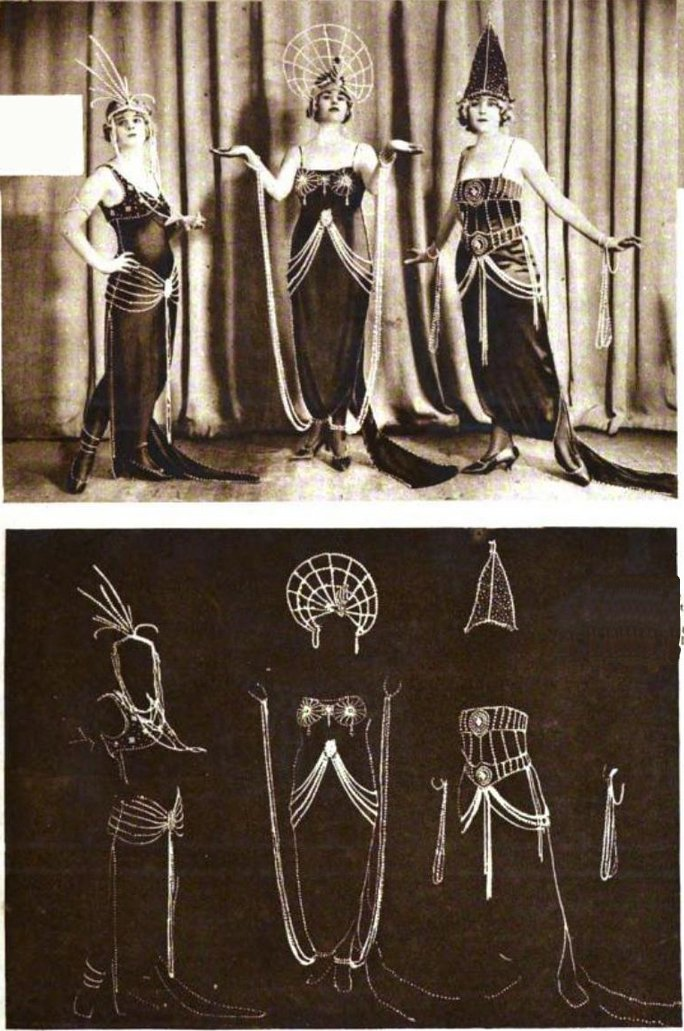
Scène de perles utilisant de la peinture phosphorescente, Music Box Revue d’Irving Berlin en 1921.

La peinture phosphorescente est communément appelée peinture qui « brille dans l'obscurité ». Elle est fabriquée à partir de phosphores tels que le sulfure de zinc activé par l’argent ou l'aluminate de strontium dopé, et brille généralement d’une couleur vert pâle à bleu verdâtre. Le mécanisme de production de la lumière est similaire à celui de la peinture fluorescente, mais l’émission de lumière visible persiste longtemps après qu’elle a été exposée à la lumière. Les peintures phosphorescentes ont une lueur soutenue qui dure jusqu’à 12 heures après l’exposition à la lumière, s’estompant avec le temps.
Ce type de peinture a été utilisé pour marquer les voies d’évacuation dans les avions et à des fins décoratives telles que des « étoiles » appliquées sur les murs et les plafonds. C’est une alternative à la peinture radioluminescente. Le Lightning Bug Glo-Juice de Kenner était un produit de peinture non toxique populaire en 1968, commercialisé auprès des enfants, aux côtés d’autres jouets et nouveautés phosphorescents. La peinture phosphorescente est généralement utilisée comme peinture corporelle, sur les murs des enfants et à l’extérieur.
Lorsqu’elle est appliquée sous forme de peinture ou de revêtement plus sophistiqué (par exemple, un revêtement de barrière thermique), la phosphorescence peut être utilisée pour la détection de la température ou les mesures de dégradation connues sous le nom de thermométrie au phosphore (en).

## Peinture radioluminescente
La peinture radioluminescente est une peinture autolumineuse constituée d’une petite quantité d’un isotope radioactif (radionucléide) mélangée à un produit chimique phosphore radioluminescent. Le radio-isotope se désintègre continuellement, émettant des particules de rayonnement qui frappent les molécules du phosphore, les excitant à émettre de la lumière visible. Les isotopes sélectionnés sont généralement de puissants émetteurs de rayonnement bêta, à privilégier car ce rayonnement ne traverse pas les parois d'une enceinte. Les peintures radioluminescentes brillent sans exposition à la lumière jusqu’à ce que l’isotope radioactif se désintègre (ou que le phosphore se dégrade), ce qui peut prendre de nombreuses années.
En raison de problèmes de sécurité et d’une réglementation plus stricte, les produits de grande consommation tels que les horloges et les montres utilisent de plus en plus de substances phosphorescentes plutôt que radioluminescentes. Auparavant, les peintures radioluminescentes étaient largement utilisées sur les cadrans de montres et d’horloges et étaient familièrement connues des horlogers sous le nom de « clunk ». La peinture radioluminescente peut encore être préférée dans des applications spécialisées, telles que les montres de plongée.

### Radium

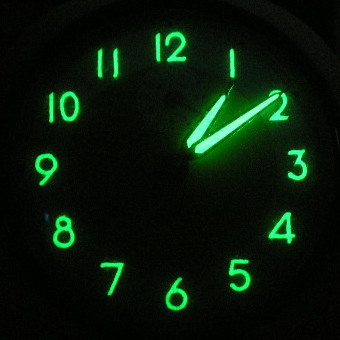
Une horloge au radium des années 1950, exposée à la lumière ultraviolette pour augmenter la luminescence.

La peinture radioluminescente a été inventée en 1908 par Sabin Arnold von Sochocky et incorporait à l’origine du radium 226. La peinture au radium a été largement utilisée pendant 40 ans sur les cadrans des montres, des boussoles et des instruments d’avion, de sorte qu’ils pouvaient être lus dans l’obscurité. Le radium est un danger radiologique, émettant des rayons gamma qui peuvent pénétrer un cadran de montre en verre et pénétrer dans les tissus humains. Au cours des années 1920 et 1930, les effets nocifs de cette peinture sont devenus de plus en plus évidents. Un cas notoire impliquait les « Radium Girls », un groupe de femmes qui peignaient des cadrans de montre et souffraient plus tard d’effets néfastes sur la santé à la suite de l’ingestion, entraînant dans de nombreux cas la mort. En 1928, le Dr von Sochocky lui-même meurt d’une anémie aplasique à la suite d’une exposition aux radiations. Des milliers de cadrans au radium hérités appartiennent toujours au public et la peinture peut toujours être dangereuse si elle est ingérée en quantités suffisantes, c’est pourquoi elle a été interdite dans de nombreux pays.
La peinture au radium utilisait du phosphore sulfure de zinc, généralement des métaux traces dopés avec un activateur, comme le cuivre (pour la lumière verte), l’argent (bleu-vert), et plus rarement le cuivre-magnésium (pour la lumière jaune-orange). Le phosphore se dégrade relativement vite et les cadrans perdent de leur luminosité en quelques années à quelques décennies ; Les horloges et autres appareils disponibles chez les antiquaires et autres sources ne sont donc plus lumineux. Cependant, en raison de la demi-vie longue (1600 ans) de l’isotope Ra-226, ils sont toujours radioactifs et peuvent être identifiés avec un compteur Geiger.
Les cadrans peuvent être rénovés par l’application d’une très fine couche de phosphore frais, ne contenant pas de radium (le matériau d’origine servant toujours de source d’énergie) ; la couche de phosphore doit être mince en raison de l’auto-absorption de la lumière dans le matériau.

### Prométhium
Dans la seconde moitié du XXe siècle, le radium a été progressivement remplacé par le prométhium-147. Le prométhium n’est qu’un émetteur bêta de relativement faible énergie, qui, contrairement aux émetteurs alpha, ne dégrade pas le réseau de phosphore et la luminosité du matériau ne se dégrade pas aussi rapidement. Les peintures à base de prométhium sont nettement plus sûres que le radium, mais la demi-vie de 147Pm n’est que de 2,62 ans et ne convient donc pas aux applications à longue durée de vie.
Une peinture à base de prométhium a été utilisée pour éclairer les extrémités des interrupteurs électriques du module lunaire Apollo, la trappe du module de commande et de service Apollo, les poignées EVA et les panneaux de commande du véhicule lunaire,.

### Tritium

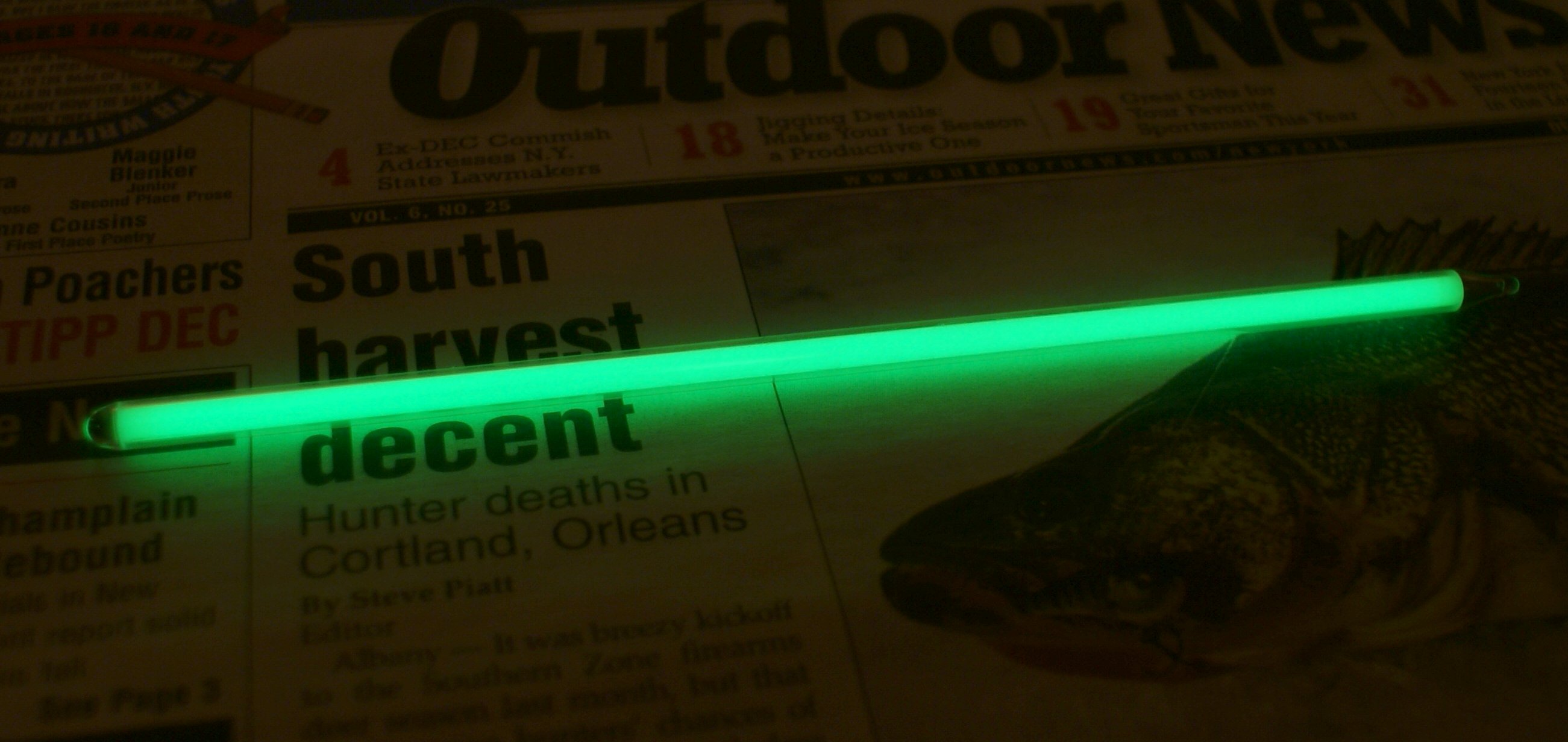
Les flacons de tritium radioluminescents de 1,8 curie (67 GBq) de 152,4 mm × 5,1 mm (6 x 0,2 pouce) sont simplement des flacons de verre minces remplis de tritium gazeux dont les surfaces intérieures sont recouvertes d’un phosphore. Le flacon « source lumineuse au tritium gazeux » (GLTS) montré ici est tout neuf.

La dernière génération de matériaux radioluminescents est basée sur le tritium, un isotope radioactif de l’hydrogène avec une demi-vie de 12,32 ans qui émet un rayonnement bêta de très faible énergie. La construction des dispositifs est similaire à celle d’un tube fluorescent, car il s’agit d’un tube hermétiquement scellé (généralement en verre borosilicaté), recouvert à l’intérieur d’un phosphore et rempli de tritium. Ils sont connus sous de nombreux noms - par exemple source lumineuse au tritium gazeux (GTLS), traser, betalight.
Les sources lumineuses au tritium sont le plus souvent considérées comme un éclairage « permanent » pour les aiguilles des montres bracelets destinées à la plongée, à la nuit ou à un usage tactique. Ils sont également utilisés dans les porte-clés fantaisie lumineux, dans les panneaux de sortie auto-éclairés et autrefois dans les leurres de pêche. Ils sont privilégiés par l’armée pour des applications où une source d’alimentation peut ne pas être disponible, comme pour les cadrans d’instruments dans les avions, les boussoles, les lumières pour la lecture de cartes et les viseurs pour les armes.
Les lampes au tritium se trouvent également dans certains vieux téléphones à cadran rotatif, bien qu’en raison de leur âge, ils ne produisent plus une quantité utile de lumière.